# العلاقات الفيجية اللوكسمبورغية
العلاقات الفيجية اللوكسمبورغية هي العلاقات الثنائية التي تجمع بين فيجي ولوكسمبورغ.

## مقارنة بين البلدين
هذه مقارنة عامة ومرجعية للدولتين:
| وجه المقارنة                                              | فيجي                                                                 | لوكسمبورغ                                                     |
| --------------------------------------------------------- | -------------------------------------------------------------------- | ------------------------------------------------------------- |
| المساحة (كم2)                                             | 18.27 ألف                                                            | 2.59 ألف                                                      |
| عدد السكان (نسمة)                                         | 915.30 ألف                                                           | 599.45 ألف                                                    |
| الكثافة السكانية (ن./كم²)                                 | 50.1                                                                 | 231.45                                                        |
| العاصمة                                                   | سوفا                                                                 | لوكسمبورغ                                                     |
| اللغة الرسمية                                             | لغة إنجليزية، اللغة الفيجية، اللغة الفيجي الهندية، اللغة الهندستانية | اللغة اللوكسمبورغية، لغة فرنسية، اللغة الألمانية              |
| العملة                                                    | دولار فيجي                                                           | يورو، فرنك لوكسمبورغ                                          |
| الناتج المحلي الإجمالي (بليون دولار)                      | 5.06 مليار                                                           | 62.40 مليار                                                   |
| الناتج المحلي الإجمالي (تعادل القوة الشرائية) بليون دولار | 8.32 مليار                                                           | 58.13 مليار                                                   |
| الناتج المحلي الإجمالي الاسمي للفرد دولار أمريكي          | 4.96 ألف                                                             | 101.45 ألف                                                    |
| الناتج المحلي الإجمالي للفرد دولار أمريكي                 | 8.79 ألف                                                             | 101.93 ألف                                                    |
| مؤشر التنمية البشرية                                      | 0.727                                                                | 0.892                                                         |
| رمز المكالمات الدولي                                      | +679                                                                 | +352                                                          |
| رمز الإنترنت                                              | .fj                                                                  | .lu                                                           |
| المنطقة الزمنية                                           | ت ع م+12:00                                                          | توقيت وسط أوروبا، ت ع م+01:00، ت ع م+02:00، أوروبا/لوكسمبورج ‏ |

## منظمات دولية مشتركة
يشترك البلدان في عضوية مجموعة من المنظمات الدولية، منها:
| علم المنظمة | اسم المنظمة                               | تاريخ انضمام فيجي | تاريخ انضمام لوكسمبورغ |
| ----------- | ----------------------------------------- | ----------------- | ---------------------- |
|             | الاتحاد البريدي العالمي                   | ?                 | ?                      |
|             | بنك التنمية الآسيوي                       | 1970              | 2003                   |
|             | يونسكو                                    | 14 يوليو 1983     | 27 أكتوبر 1947         |
|             | البنك الدولي للإنشاء والتعمير             | 28 مايو 1971      | 27 ديسمبر 1945         |
|             | منظمة التجارة العالمية                    | ?                 | ?                      |
|             | وكالة ضمان الاستثمار متعدد الأطراف        | 24 سبتمبر 1990    | 29 أغسطس 1991          |
|             | الاتحاد الدولي للاتصالات                  | 5 مايو 1971       | 2 مارس 1866            |
|             | منظمة الشرطة الجنائية الدولية             | ?                 | ?                      |
|             | مؤسسة التمويل الدولية                     | 12 يوليو 1979     | 4 أكتوبر 1956          |
|             | الأمم المتحدة                             | 13 أكتوبر 1970    | 24 أكتوبر 1945         |
|             | مؤسسة التنمية الدولية                     | 29 سبتمبر 1972    | 4 يونيو 1964           |
|             | منظمة حظر الأسلحة الكيميائية              | ?                 | ?                      |
|             | المركز الدولي لتسوية المنازعات الاستشارية | 10 سبتمبر 1977    | 29 أغسطس 1970          |

## وصلات خارجية
- موقع وزارة الخارجية الفيجية
- موقع وزارة الخارجية اللوكسمبورغية